# Hieracium bombycinum
Hieracium bombycinum là một loài thực vật có hoa trong họ Cúc. Loài này được Boiss. & Reut. ex Rchb.f. mô tả khoa học đầu tiên năm 1860.